# Kurgànne (Krasnoperekopsk)
|  | Per a altres significats, vegeu «Kurgànne». |

Kurgànne (en (ucraïnès): Курганне) és un poble de la República Autònoma de Crimea a Ucraïna, que el 2014 tenia 72 habitants. Pertany al districte rural de Krasnoperekopsk. Fins al 1948 la vila es deia Biiük Kixkarà.